# VFA-11
VFA-11, známá pod přezdívkou „Red Rippers“ (volací znak „Ripper“), je víceúčelová peruť námořnictva Spojených států. Sídlí na Námořní letecké základně Oceana ve Virginii. Peruť byla založena v roce 1950. Aktuálně je vybavena letouny F/A-18F Super Hornet a je přidělena ke křídlu Carrier Air Wing One (CVW-1).

## Historie
Pod označením VF-11 existovaly celkem tři různé perutě. Dvě byly známé jako „Red Rippers“, ale původně označení VF-11 nenesly. První VF-11, nesoucí přezdívku „Red Rippers“, byla založena v roce 1927 a prošla mnoha přeznačeními, než byla nakonec v únoru 1959 zrušena. Druhá VF-11, která pro změnu nikdy nenesla přezdívku „Red Rippers“, vznikla v roce 1942, ačkoli pak byla v roce 1948 přeznačena na VF-111 a následně v lednu 1959 také zrušena. Třetí významná peruť tohoto označení byla založena v roce 1950 pod označením VF-43, ale v průběhu let byla nakonec přeznačena na VFA-11 a toto označení nese dodnes. Americké námořnictvo při vytváření nové perutě oficiálně neuznává přímou linii s předchozími perutěmi nesoucí stejné označení. Nová peruť však často přebírá přezdívku, znaky a tradice předchozích perutí.

### 1950 - 1959

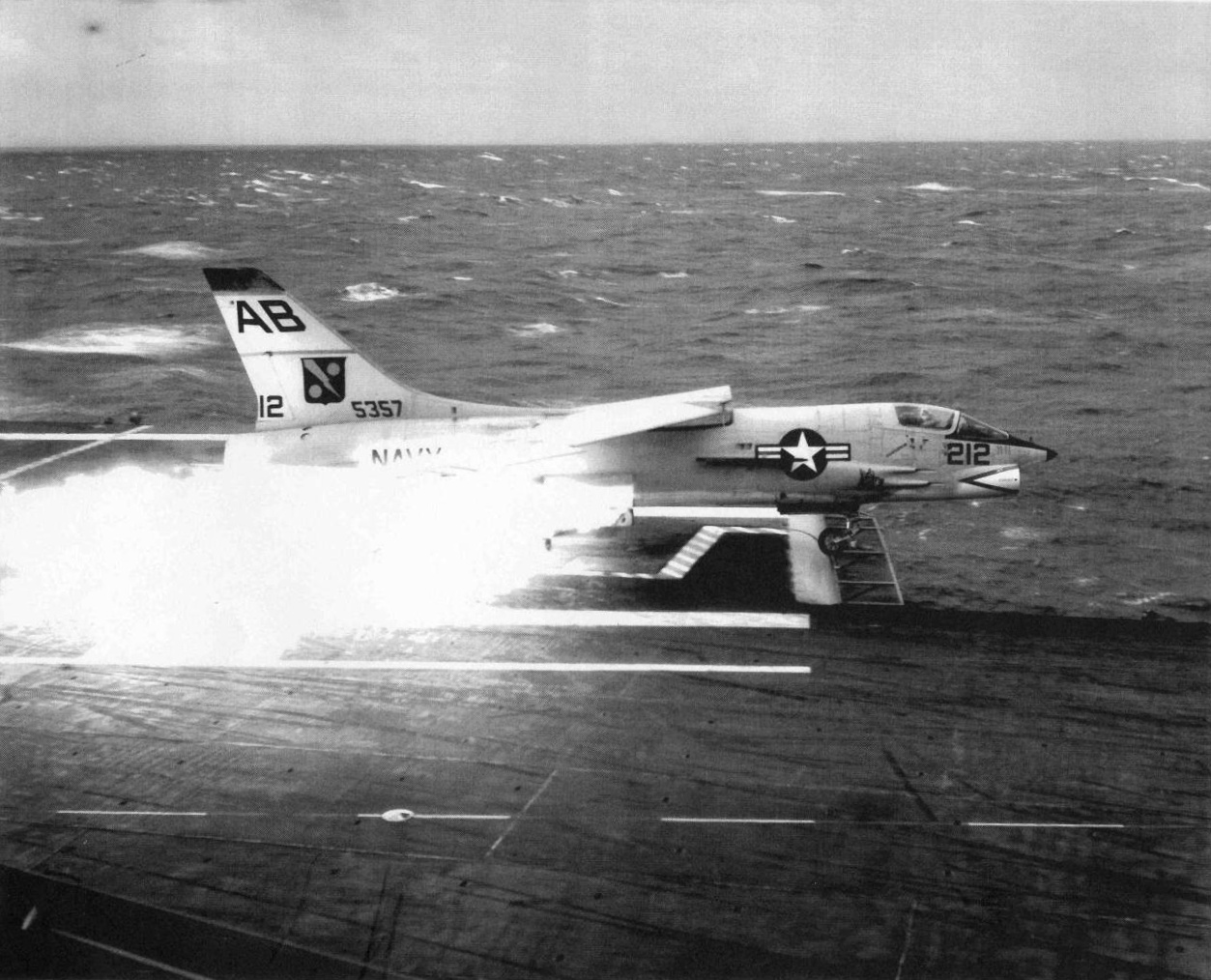
Nehoda F-8 patřícího pod VFA-11 na palubě USS Franklin D. Roosevelt

1. září 1950 byla na NAS Jacksonville na Floridě založena VF-43, známá jako „Rebel's Raiders“. Po sedmnácti dnech se přesunuly na základnu NAS Cecil Field. Zpočátku byly vybaveny novými F4U-5N Corsair (noční stíhač). O měsíc později pak peruť vyměnila své noční stíhače za F4U-5 (denní varianta). První nasazení se peruť dočkala na palubě letadlové lodi USS Oriskany (CV-34) ve Středomoří v období od dubna do října 1951.
V únoru 1952 přešla squadrona na stíhače F4U-4 a znovu se vydala do Středomoří, tentokrát však na palubě letadlové lodě USS Coral Sea (CV-43).
V polovině 50. let přešla peruť na proudové stíhačky F9F-8 Cougar, později na F2H Banshees. V únoru 1958 byla peruť s letouny F2H-4 nasazena do Středozemního moře na palubě USS Essex. Zde poskytovala vzdušné krytí pro vylodění v Libanonu. Poté byla peruť poslána přes Suezský průplav do Tchajwanské úžiny během ostřelování Quemoy-Matsu komunistickými Číňany. Po návratu do států byla přemístěna na základnu NAS Jacksonville, aby byla 15. února 1959 zrušena. Namísto toho však byla VF-43 hned den poté, co byla zrušena druhá VF-11, přeznačena na VF-11 a přesunuta na základnu NAS Cecil Field s letouny F-8 Crusaders. Přijali tradice a odznaky první perutě „Red Rippers“ (ačkoli se nepřihlásili k historii předchozí perutě).

### 1960 - 1969
VF-11 byla první operační perutí, která obdržela F8U-2NE (první letoun obdržela 8. února 1962.)

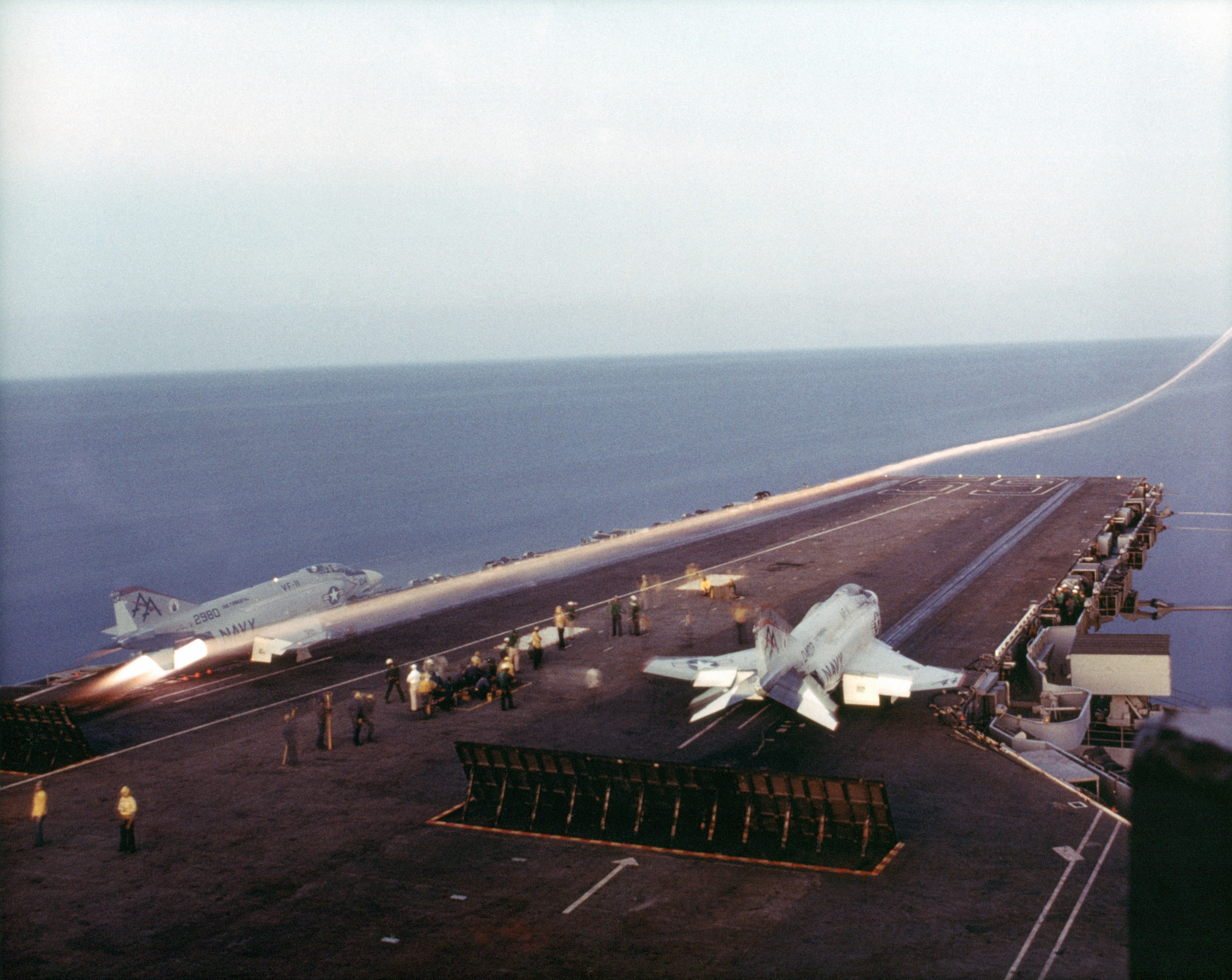
Start VF-11 F-4 z USS Forrestal

V lednu 1966 vyměnila peruť své F-8E za F-8D. Koncem roku 1966 se přesunula na základnu NAS Oceana a přešla na letouny F-4B Phantom.
Svůj první boj peruť zažila dne 25. července 1967 nad Severním Vietnamem operujícím z letadlové lodi USS Forrestal (CV-59). Toto bojové nasazení však bylo krátké, neboť dne 29. července 1967 bylo přerušeno v důsledku požáru na USS Forrestal. VF-11 při této nehodě ztratila celkem 47 mužů.

### 1970 - 1979
V 70. letech podnikla peruť několik plaveb po Středomoří na palubě Forrestalu. V roce 1972 pak v rámci mezinárodního cvičení podporu letových operací ze spojeneckých letadlových lodí přistáli se svými F-4B na palubě HMS Ark Royal (R09).
Dne 20. srpna 1973 peruť obdržela svůj první F-4J, čímž zahájila přechod z letounů F-4B.

### 1980 - 1989

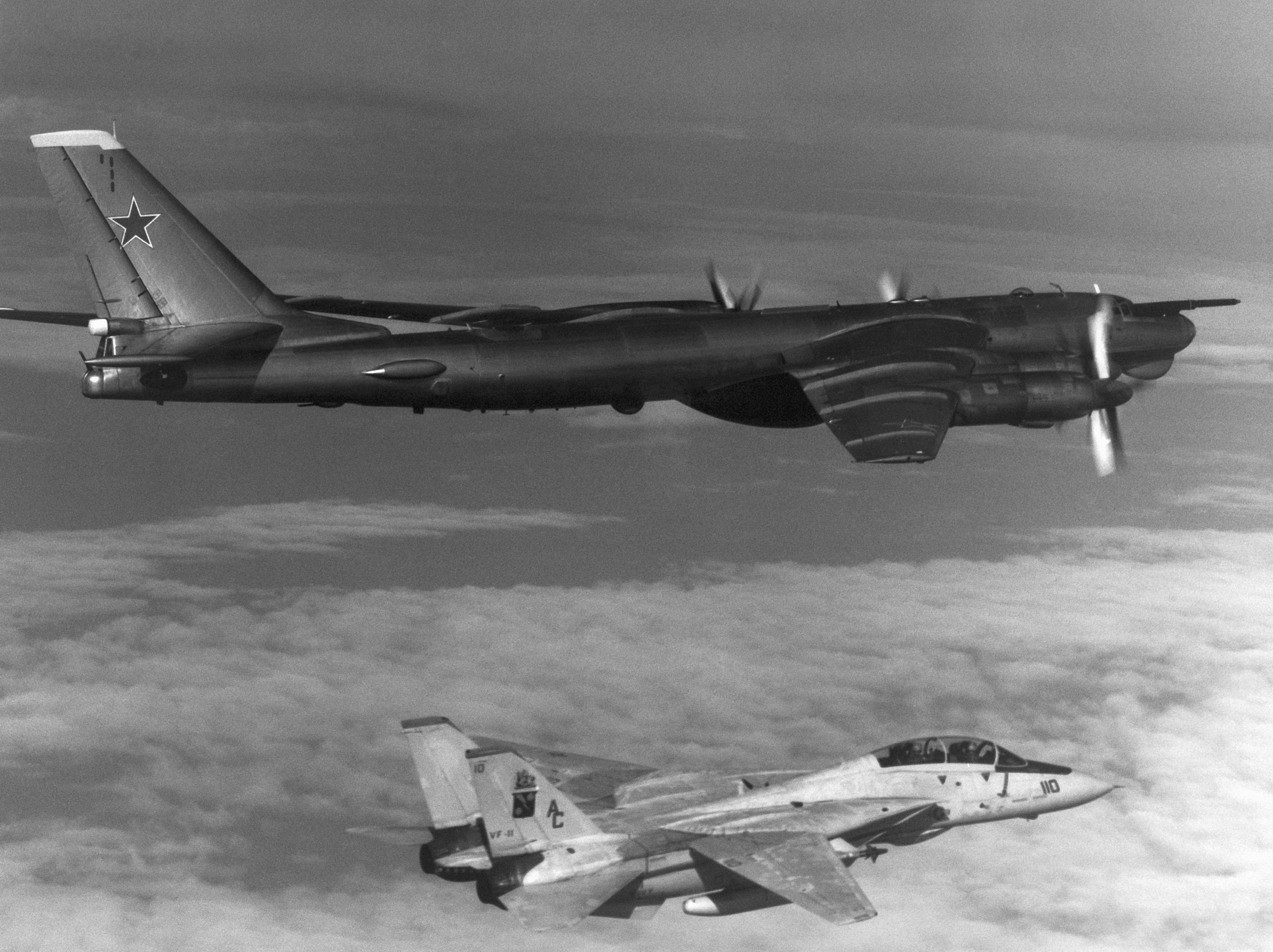
Záchyt sovětského Tu-95 stíhačkou F-14A (VF-11) v roce 1985

V roce 1980 přešla peruť na letouny F-14 Tomcat. Roku 1982 byla vyslána přes Suezský průplav do Indického oceánu, odkud se vrátila 14. července téhož roku. O dva roky později se uskutečnila první bojová mise perutě na F-14. Stalo se tak počátkem prosince 1983, kdy letouny VF-11 napadly osm MiGů Syrského letectva nad Libanonem a byly ostřelovány syrskými raketami s plochou dráhou letu (SAM) a protiletadlovým dělostřelectvem. Dne 4. prosince 1983 létala peruť na bojových leteckých hlídkách nad údernými silami námořnictva z letadlové lodi USS John F. Kennedy (CV-67), zatímco A-6E Intruders (také z USS John F. Kennedy) zaútočily na syrské pozice v údolí Bekaa . Údery byly reakcí na útoky syrskou PVO. Celkem byly sestřeleny 2 z 28 útočících letadel, jeden A-7 z USS Independence a jeden A-6 z USS John F. Kennedy. Pilot z posádky A-6 zemřel, zatímco bombometčík/navigátor Lt Bobby Goodman byl na dobu 30 dní zajat Syřany a následně propuštěn. Po dobu nasazení pro operace v Libanonu, utrpělo jedno letadlo poškození kvůli raketě země-vzduch. VF-11 a tři další squadrony z CVW-3 a USS John F. Kennedy obdrželi za rok 1983 vyznamenání.

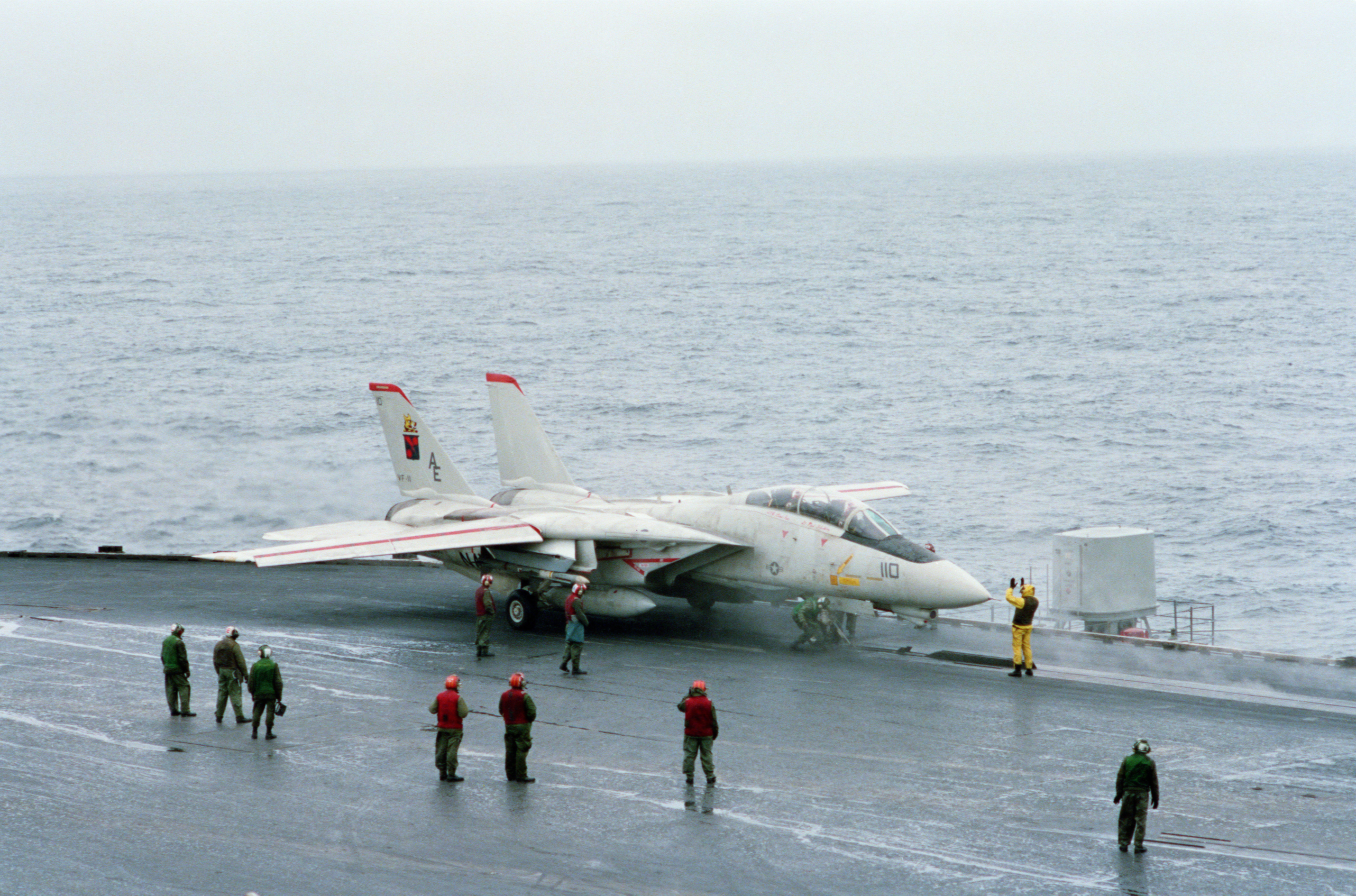
F-14 (VF-11) na palubě USS Forrestal v roce 1988

Po třech plavbách s Carrier Air Wing Three a Bojovou skupinou Kennedy byly VF-11 a její sesterská peruť převedeny na Carrier Air Wing Six a USS Forrestal. V roce 1985 získala VF-11 ocenění „Battle E“ jako nejlepší stíhací peruť v Atlantické flotě a cenu Josepha C. Cliftona jako nejlepší stíhací peruť celého amerického námořnictva. Znovu byla peruť vyslána v roce 1986 a zůstaly s CVW-6 / Forrestalem až do své poslední plavby v roce 1991. Celkem se tedy jednalo o pět nasazení.

### 1990 - 1999
V lednu 1992 byla VF-11 společně s VF-31 přesunuta na základnu NAS Miramar a následně prošly přeškolením na novou variantu letounu Tomcat pod označením F-14D. Stávající F-14A byly převedeny k perutím VF-24 a VF-211.
Kvůli podpoře operace Southern Watch byla VF-11 v únoru 1994 společně s CVW-14 vyslána na palubě USS Carl Vinson (CVN-70). Z této operace se pak 15. srpna téhož roku vrátila zpět na základnu NAS Miramar.
Ke konci roku 1994 získala VF-11 brýle pro noční vidění, které však vyžadovaly značné úpravy vnitřního osvětlení kokpitu a osvětlení palubních přístrojů v F-14.
Následně obdržela VF-11 v roce 1995 novou modifikaci svých palubních počítačů, které umožnili schopnosti útoku na pozemní cíle (také známé jako útok vzduch-země). U příležitosti 50. výročí Dne vítězství nad Japonskem byla při návštěvě Havajských ostrovů VF-11 na palubě USS Carl Vinson.
V květnu 1996 byla CVW-14 znovu nasazena společně s letadlovou lodí USS Carl Vinson na podporu operace Southern Watch. 31. srpna zaútočila irácká armáda na město Irbíl v severním Iráku. Zároveň bylo odpáleno několik raket SAM proti americkým letadlům. Spojené státy odpověděly operací Desert Strike - útokem na cíle v jižní bezletové zóně pomocí raket s plochou dráhou letu odpálených z B-52, které byly doprovázeny letouny Tomcat z VF-11. USS Carl Vinson pak 1. října záliv opustila.

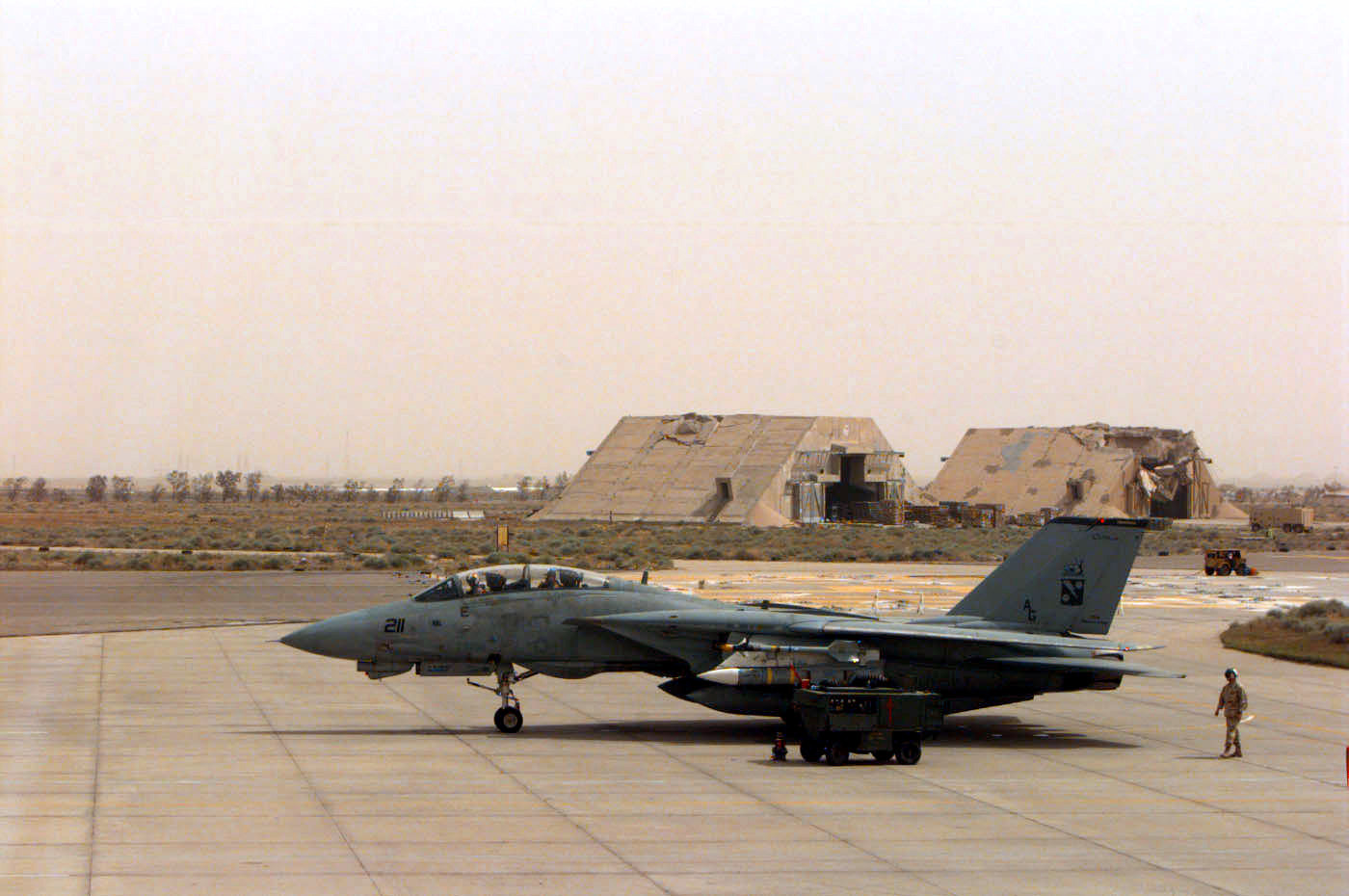
F-14B z VF-11 na letecké základně Ahmed Al Jaber v Kuvajtu při podporu operace Southern Watch dne 19. března 1998

Po návratu z mise se VF-11 přesunul na základnu NAS Oceana ve Virginii z důvodu převzetí základny Miramar námořní pěchotou Spojených států. Ve stejné době VF-11 přešla na letouny F-14B a stala se součástí Carrier Air Wing Seven.
V roce 1997 VF-11 obdržela nový infračervený zaměřovací modul LANTIRN s jehož pomocí následně shodila svou první laserem naváděnou bombu GBU-16.
V únoru roku 1998 byla VF-11 vyslána společně se zbytkem CVW-7 z Norfolku na palubě USS John C. Stennis při své první plavbě. Prováděli podporu operaci Southern Watch, navštívili Austrálii a Pearl Harbor než dorazili na svou novou Námořní leteckou základnu North Island.

### 2000 - 2009
VF-11 byla v roce 2000 znovu nasazena na podporu operace Southern Watch, tentokrát na palubě letadlové lodě USS Dwight D. Eisenhower.
Sedm hodin po útocích z 11. září vyslala VF-11 všechna svá letadla na palubě USS John F. Kennedy (CV-67) na podporu operace Noble Eagle.
Na začátku února 2002 byla VF-11 vyslána na podporu operace Trvalá svoboda. Dne 11. března 2002 pak poprvé v boji shodila bomby JDAM ze svých F-14.
V roce 2004 byla VF-11 naposledy nasazena s letouny F-14 na palubě USS George Washington na podporu operace Irácká svoboda. Během této mise se VF-11 se svými letouny F-14 zúčastnila bombardování Fallúdže v rámci 48hodinového nasazení mezi 28. a 29. dubnem.

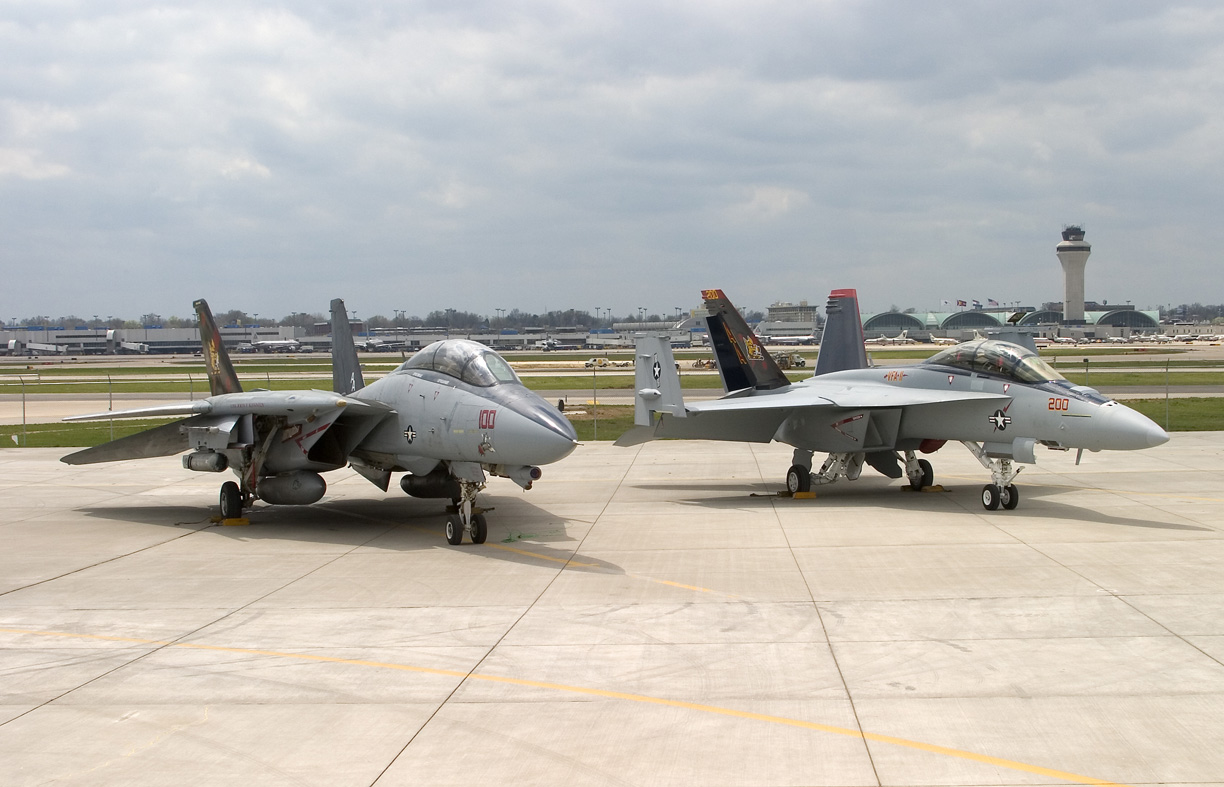
F-14B a F/A-18F od VFA-11 (dříve VF-11) „Red Rippers“. Peruť v roce 2005 přešla na Super Hornety

VF-11 doručila 20. dubna 2005 na leteckou základnu Davis-Monthan v Tucsonu poslední ze svých letounů F-14.
Peruť se následně hlásila u VFA-106 pro výcvik k přechodu na nové letouny F/A-18 Super Hornet, který dokončila 5. listopadu 2005.
V květnu 2006 byla VFA-11 nasazena na dobu dvou měsíců do Karibského moře jako součást Carrier Air Wing Seventeen v rámci podpory Partnerství Amerik.
VFA-11 byla převedena na Carrier Air Wing 3 a v listopadu 2007 nasazena na letadlové lodi USS Harry S. Truman do Perského zálivu. VFA-11 a zbytek CVW-3 se z nasazení vrátili 4. června 2008.

### 2010 - současnost

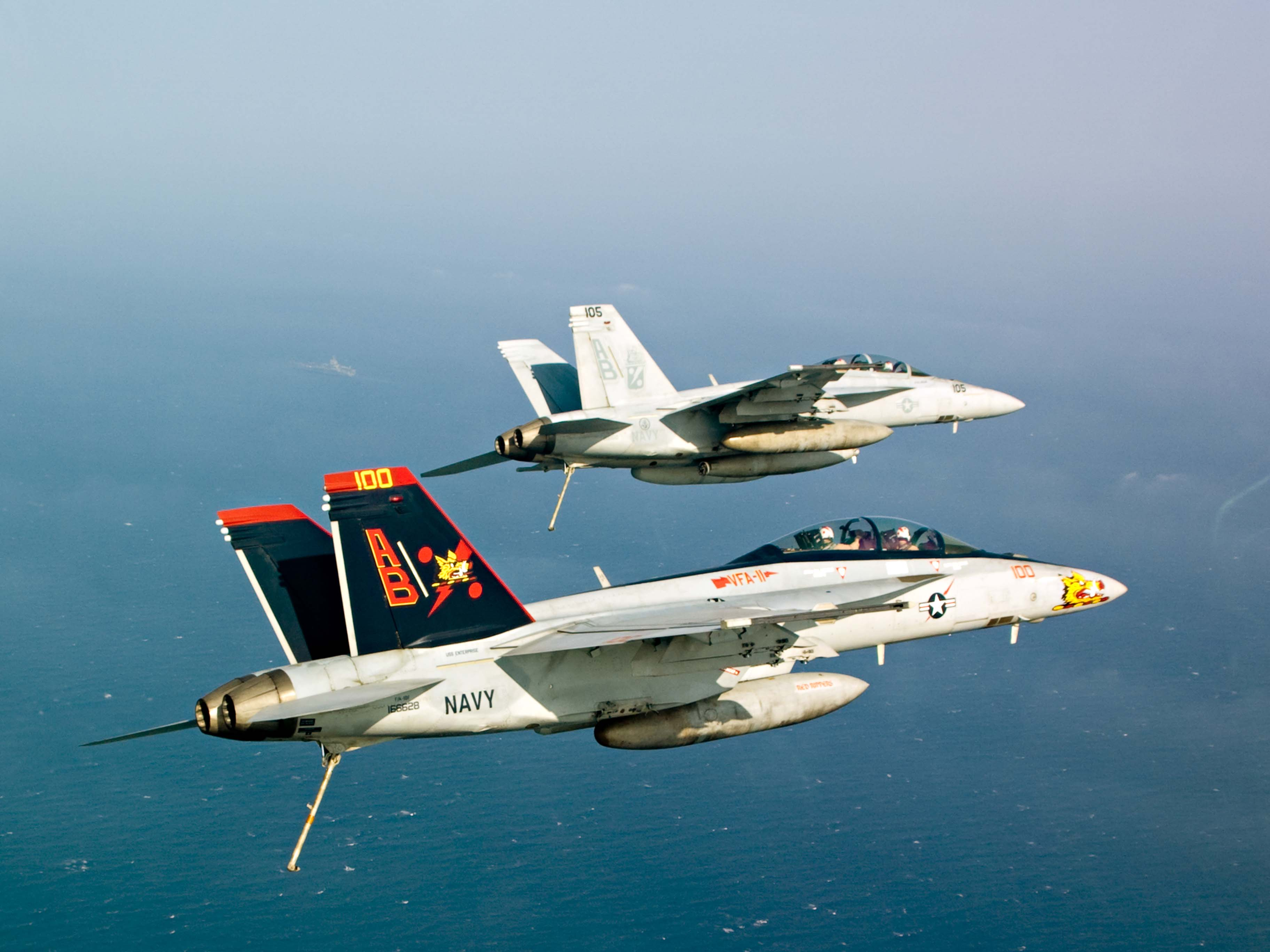
F/A-18F (VFA-11) nad Rudým mořem v roce 2012

V lednu 2011 se VFA-11 připojila k CVW-1 na palubě USS Enterprise (CVN-65) pro nasazení na podporu operace Trvalá svoboda v oblasti operací 5. loďstva.Po vyřazení USS Enterprise v prosinci 2012 byl CVW-1 převelen na letadlovou loď USS Theodore Roosevelt (CVN-71).
11. března 2015 úderný svaz letadlové lodě USS Theodore Roosevelt opustil námořní stanici Norfolk na plavbu kolem světa s nasazením v americké 5., 6. a 7. loďstvu, než dorazila do svého nového domovského přístavu v San Diegu v Kalifornii.